# Specie di Berberis
Elenco delle specie di Berberis:

## A

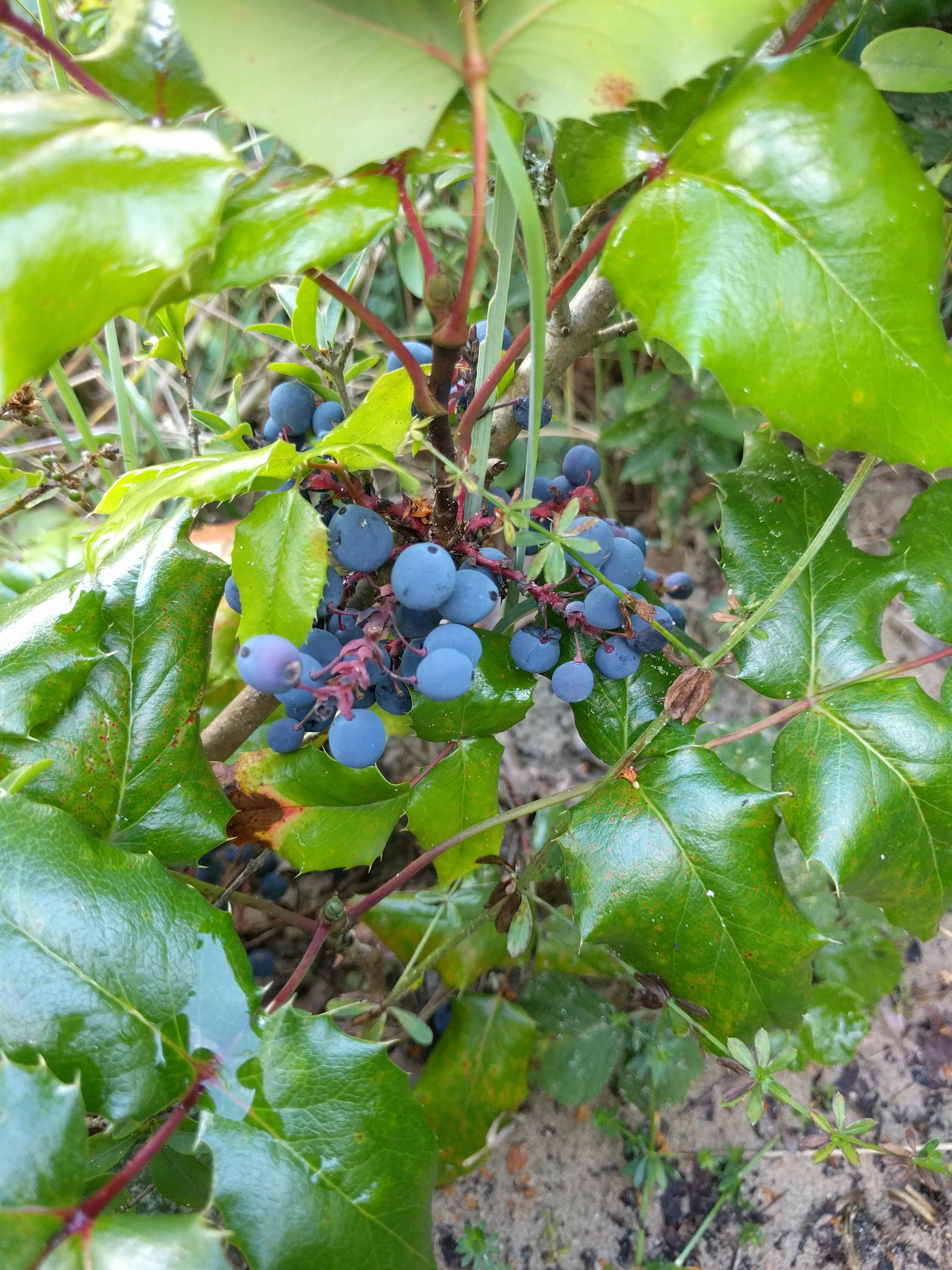
Berberis aquifolium.

- Berberis actinacantha Mart. ex Schult. & Schult.f.
- Berberis acuminata Franch.
- Berberis acutinervia L.A.Camargo
- Berberis aemulans C.K.Schneid.
- Berberis aetnensis C.Presl
- Berberis affinis G.Don
- Berberis agapatensis Lechl.
- Berberis aggregata C.K.Schneid.
- Berberis agricola Ahrendt
- Berberis ahrendtii R.R.Rao & Uniyal
- Berberis aitchisonii Ahrendt
- Berberis albicans Zamudio & Marroq.
- Berberis alpicola C.K.Schneid.
- Berberis alpina Zamudio
- Berberis amabilis C.K.Schneid.
- Berberis ambigua Ahrendt
- Berberis amoena Dunn
- Berberis amplectens (Eastw.) Wheeler
- Berberis amurensis Rupr.
- Berberis andeana Job
- Berberis andreana Naudin
- Berberis andrieuxii Hook. & Arn.
- Berberis angulosa Wall. ex Hook.f. & Thomson
- Berberis anhweiensis Ahrendt
- Berberis annaemariae L.A.Camargo
- Berberis approximata Sprague
- Berberis aquifolium Pursh (syn. Mahonia aquifolium)
- Berberis argentinensis Hosseus
- Berberis arguta (Franch.) C.K.Schneid.
- Berberis aridocalida Ahrendt
- Berberis aristata DC.
- Berberis aristatoserrulata Hayata
- Berberis aristeguietae L.A.Camargo
- Berberis aristulata (Ahrendt) Laferr.
- Berberis armata Citerne
- Berberis asiatica Roxb. ex DC.
- Berberis asmyana C.K.Schneid.
- Berberis assamana Laferr.
- Berberis atrocarpa C.K.Schneid.
- Berberis atroprasina Ahrendt
- Berberis atroviridiana T.S.Ying
- Berberis aurahuacensis Lem.

## B

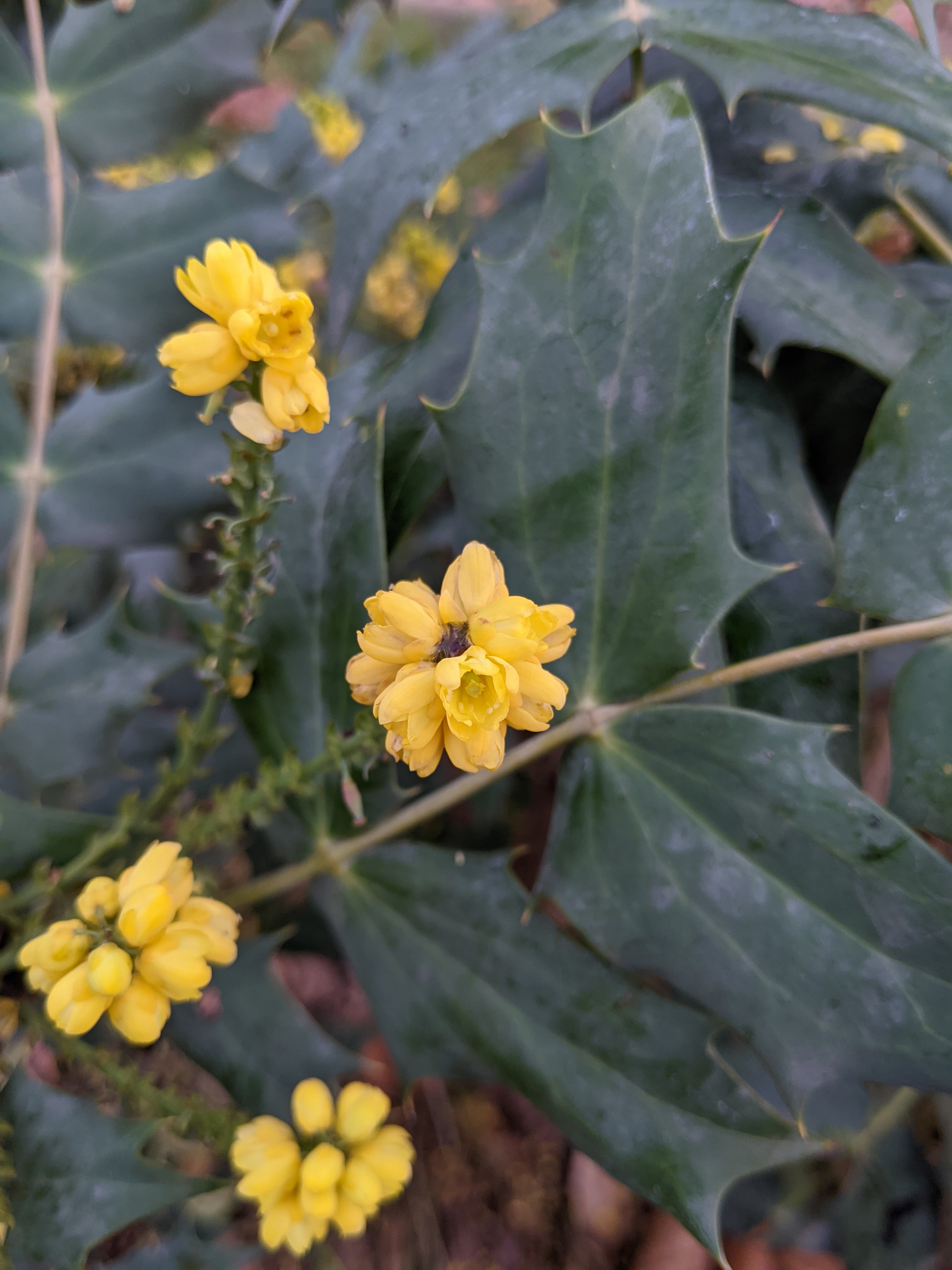
Berberis bealei.

- Berberis baltistanica Qureshi & Chaudhri
- Berberis baluchistanica Ahrendt
- Berberis × baoxingensis X.H.Li
- Berberis barandana S.Vidal
- Berberis barbeyana C.K.Schneid.
- Berberis batangensis T.S.Ying
- Berberis bealei Fortune
- Berberis beaniana C.K.Schneid.
- Berberis beauverdiana C.K.Schneid.
- Berberis beesiana Ahrendt
- Berberis beijingensis T.S.Ying
- Berberis benoistiana J.F.Macbr.
- Berberis bergmanniae C.K.Schneid.
- Berberis berriozabalensis (V.V.Miranda) Marroq.
- Berberis bicolor H.Lév.
- Berberis × bidentata Lechl.
- Berberis boliviana Lechl.
- Berberis bowashanensis Harber
- Berberis brachypoda Maxim.
- Berberis bracteata (Ahrendt) Ahrendt
- Berberis bracteolata (Takeda) Laferr.
- Berberis brandisiana Ahrendt
- Berberis × brevifolia Phil. ex Reiche
- Berberis brevipedicellata Harber
- Berberis breviracema (Y.S.Wang & P.G.Xiao) Laferr.
- Berberis brevisepala Hayata
- Berberis brevissima Jafri
- Berberis brumalis J.F.Macbr.
- Berberis buceronis J.F.Macbr.
- Berberis buchananii C.K.Schneid.
- Berberis bullata Ahrendt
- Berberis bumeliifolia C.K.Schneid.
- Berberis burmanica Ahrendt
- Berberis bykoviana Pavlov

## C
- Berberis cabrerae Job

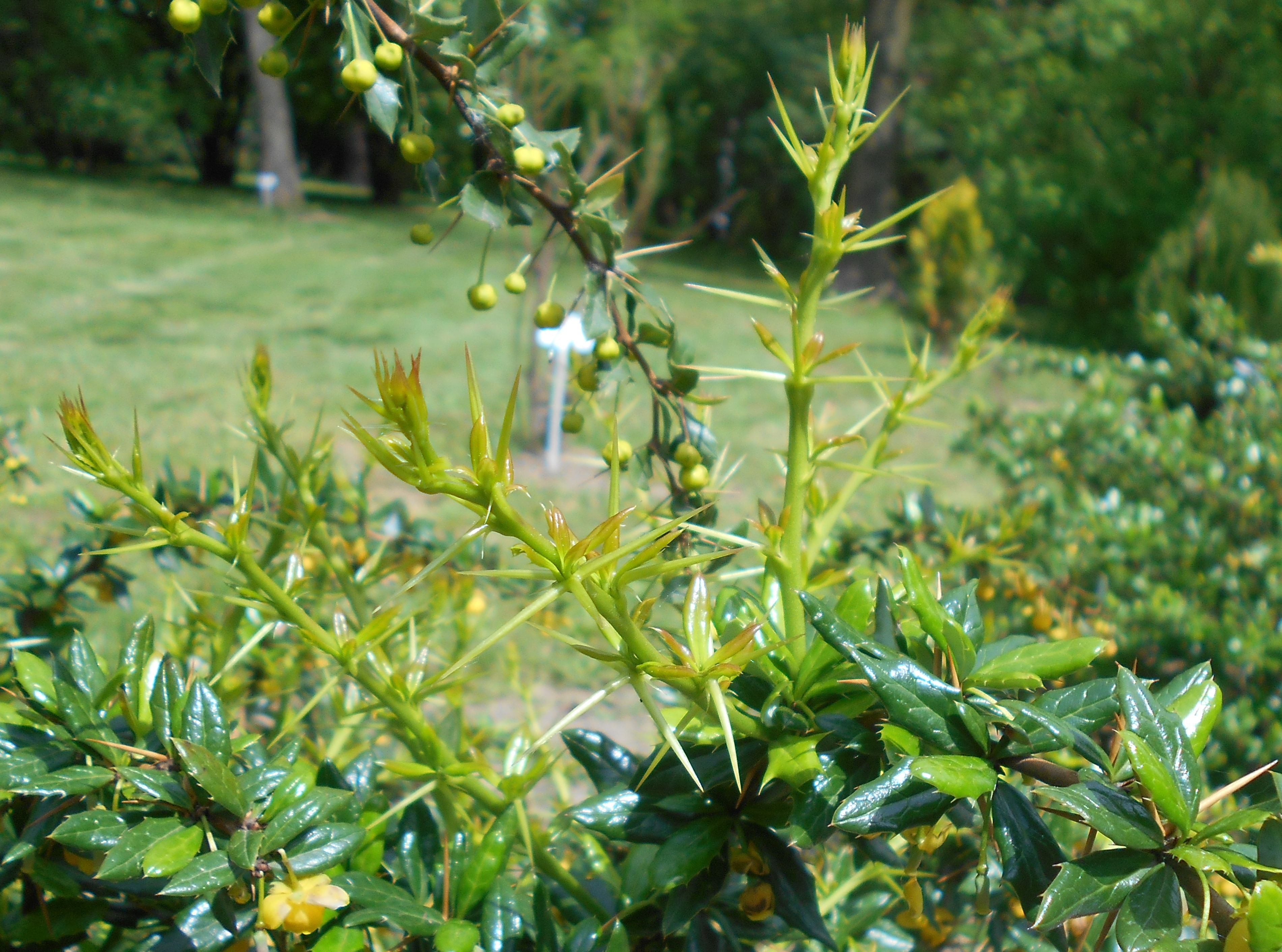
Berberis candidula.

- Berberis calamicaulis (Spare & C.E.C.Fisch.) Laferr.
- Berberis calcipratorum Ahrendt
- Berberis calilehua Ayarde & Bulacio
- Berberis calliantha Mulligan
- Berberis calliobotrys Bien. ex Koehne
- Berberis campos-portoi Brade
- Berberis campylotropa T.S.Ying
- Berberis canadensis Mill.
- Berberis candidula (C.K.Schneid.) C.K.Schneid.
- Berberis carinata Lechl.
- Berberis caroli C.K.Schneid.
- Berberis carupensis L.A.Camargo
- Berberis cavaleriei H.Lév.
- Berberis centiflora Diels
- Berberis centifolia Forrest
- Berberis ceylanica C.K.Schneid.
- Berberis chiapensis (Lundell) Lundell
- Berberis chilensis Gillet
- Berberis chillacochensis L.A.Camargo
- Berberis chimboensis C.K.Schneid.
- Berberis chinensis Poir.
- Berberis chingii C.Y.Cheng
- Berberis chingshuiensis Shimizu
- Berberis chirisigui Azara
- Berberis chitria Buch.-Ham. ex Lindl.
- Berberis chochoco Schltdl.
- Berberis chrysosphaera Mulligan
- Berberis chunanensis T.S.Ying
- Berberis ciliaris Lindl.
- Berberis circumserrata (C.K.Schneid.) C.K.Schneid.
- Berberis citernei Ahrendt
- Berberis claireae R.C.Moran
- Berberis cliffortioides Diels
- Berberis collettii C.K.Schneid.
- Berberis colombiana Ahrendt
- Berberis comberi Sprague & Sandwith
- Berberis commutata Eichler
- Berberis concinna Hook.f.
- Berberis concolor W.W.Sm.
- Berberis congestiflora Gay
- Berberis consanguinea Fortune
- Berberis consimilis C.K.Schneid.
- Berberis contracta T.S.Ying
- Berberis cooperi Ahrendt
- Berberis copahuensis Job
- Berberis coriacea A.St.-Hil.
- Berberis coriaria Royle ex Lindl.
- Berberis coryi H.J.Veitch
- Berberis corymbosa Hook. & Arn.
- Berberis coxii C.K.Schneid.
- Berberis crassilimba C.Y.Wu ex S.Y.Bao
- Berberis crataegina DC.
- Berberis cretica L.
- Berberis cuatrecasasii L.A.Camargo

## D
- Berberis daiana T.S.Ying
- Berberis daochengensis T.S.Ying
- Berberis darwinii Hook.
- Berberis dasyclada Ahrendt
- Berberis dasystachya Maxim.
- Berberis davidii Ahrendt
- Berberis dawoensis K.Mey.
- Berberis dealbata Lindl.

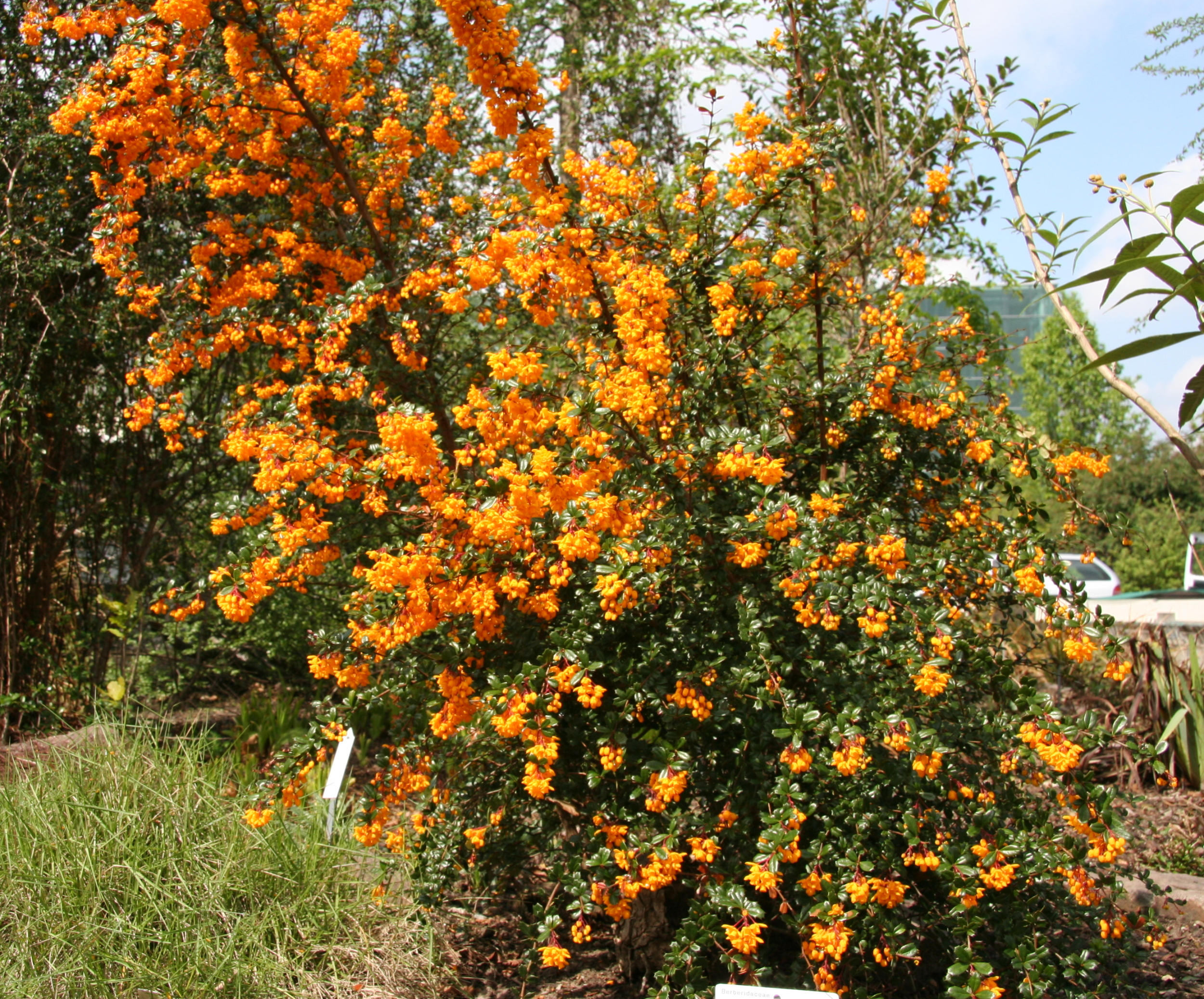
Berberis darwinii.

- Berberis decipiens (C.K.Schneid.) Laferr.
- Berberis deinacantha C.K.Schneid.
- Berberis delavayi C.K.Schneid.
- Berberis derongensis T.S.Ying
- Berberis diaphana Maxim.
- Berberis diazii L.A.Camargo
- Berberis dictyoneura C.K.Schneid.
- Berberis dictyophylla Franch.
- Berberis dictyota Jeps.
- Berberis dielsiana Fedde
- Berberis discolor Turcz.
- Berberis dokerlaica Harber
- Berberis dongchuanensis T.S.Ying
- Berberis dryandriphylla Diels
- Berberis dubia C.K.Schneid.
- Berberis dumicola C.K.Schneid.
- Berberis duthieana C.K.Schneid.

## E
- Berberis ehrenbergii Kunze
- Berberis elegans H.Lév.
- Berberis empetrifolia Lam.
- Berberis engleriana C.K.Schneid.
- Berberis erythroclada Ahrendt

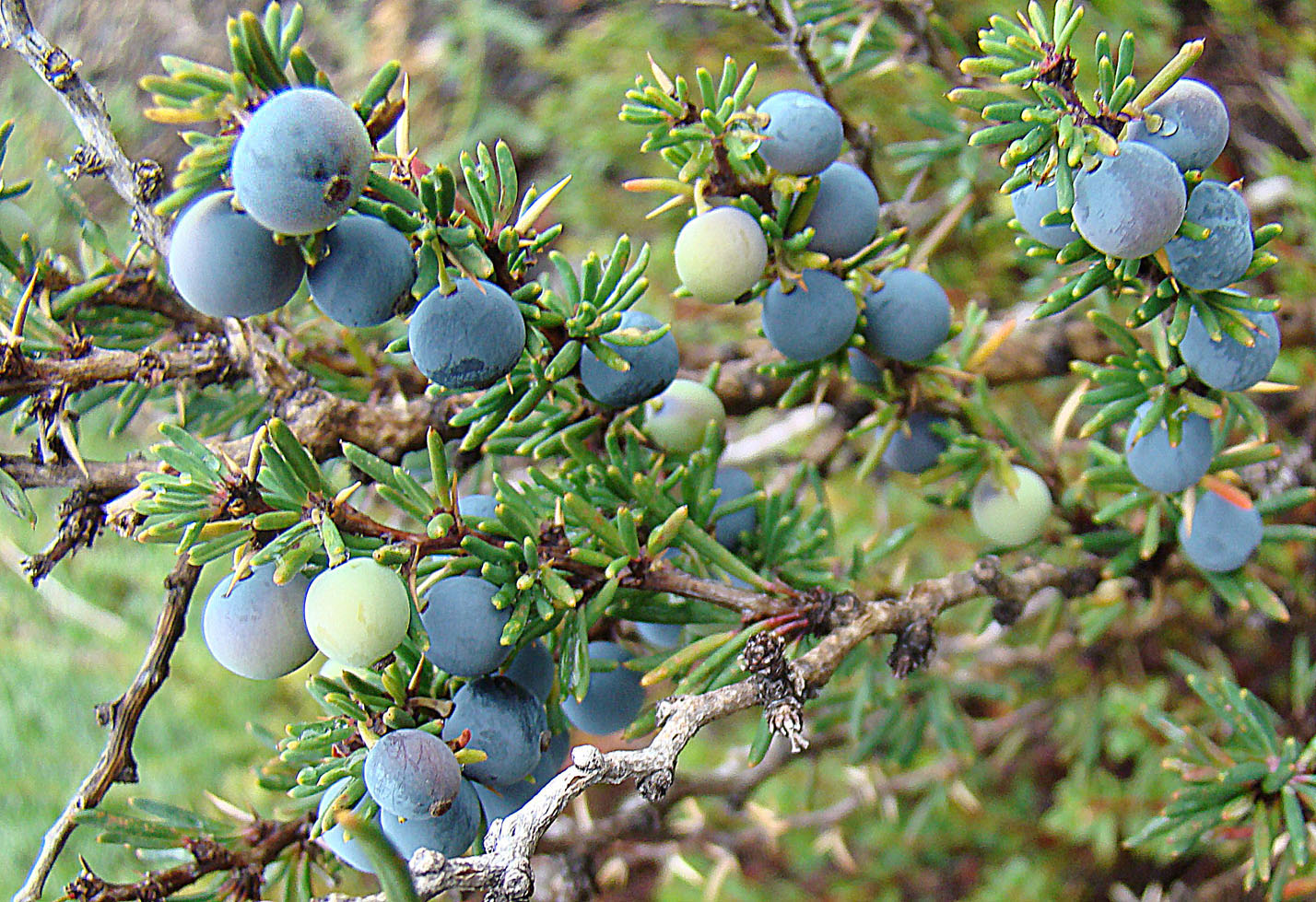
Berberis empetrifolia.

- Berberis eurybracteata (Fedde) Laferr.
- Berberis eutriphylla (Fedde) C.H.Müll.
- Berberis everestiana Ahrendt

## F
- Berberis faberi C.K.Schneid.
- Berberis fallaciosa C.K.Schneid.
- Berberis fallax C.K.Schneid.
- Berberis farinosa Benoist
- Berberis farreri Ahrendt
- Berberis faxoniana C.K.Schneid.
- Berberis feddeana C.K.Schneid.
- Berberis feddei (Ahrendt) Laferr.
- Berberis fendleri A.Gray
- Berberis fengii S.Y.Bao

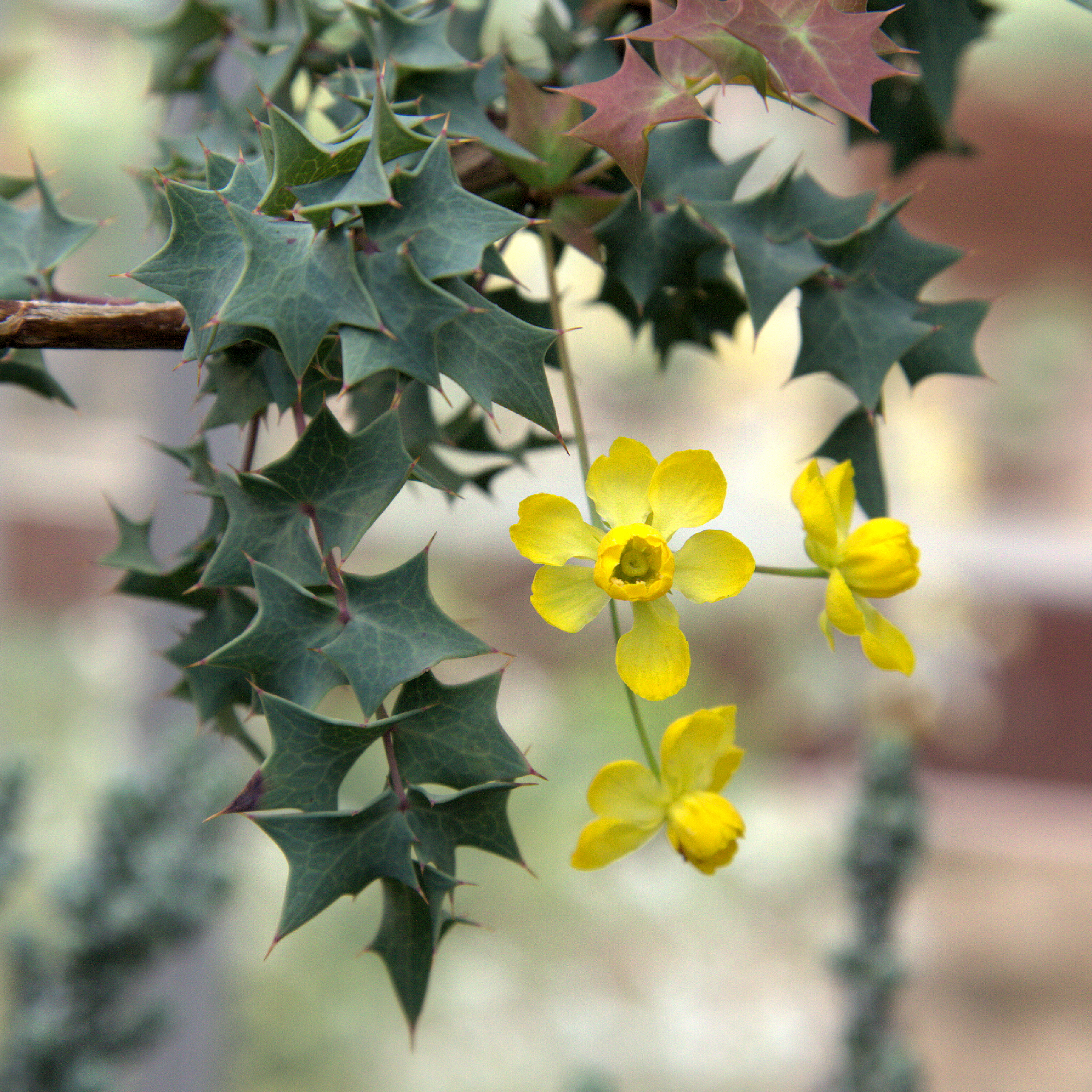
Berberis fremontii.

- Berberis ferdinandi-coburgii C.K.Schneid.
- Berberis ferruginea Lechl.
- Berberis fiebrigii C.K.Schneid.
- Berberis flexuosa Ruiz & Pav.
- Berberis floribunda Wall. ex G.Don
- Berberis fordii (C.K.Schneid.) Laferr.
- Berberis forrestii Ahrendt
- Berberis forsskaliana C.K.Schneid.
- Berberis fortunei Lindl.
- Berberis franchetiana C.K.Schneid.
- Berberis francisci-ferdinandi C.K.Schneid.
- Berberis fremontii Torr.
- Berberis fujianensis C.M.Hu

## G
- Berberis gagnepainii C.K.Schneid.
- Berberis ganpinensis H.Lév.

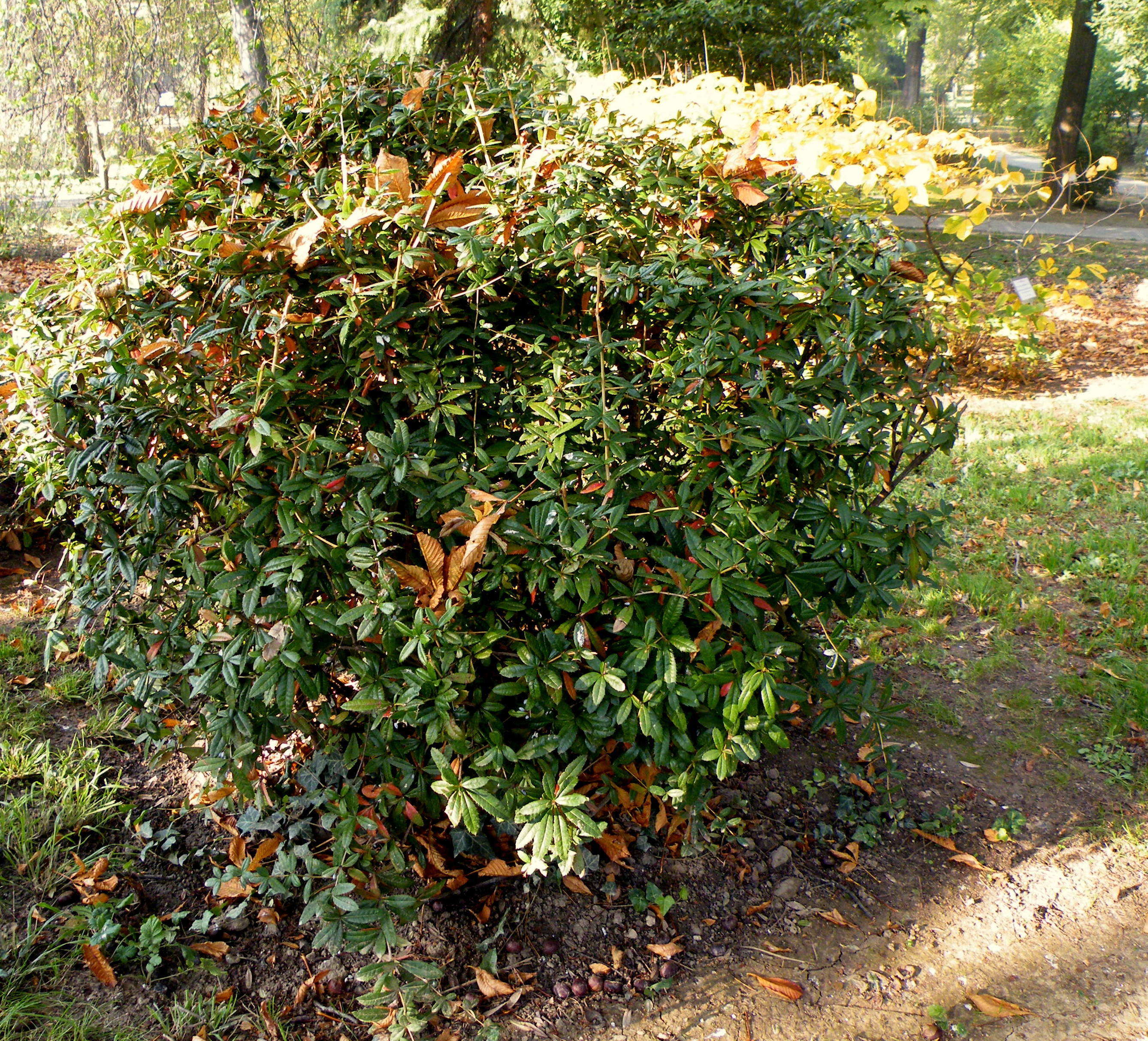
Berberis gagnepainii.

- Berberis garhwalensis C.K.Schneid.
- Berberis gilgiana Fedde
- Berberis gilungensis T.S.Ying
- Berberis glauca Kunth
- Berberis glaucescens A.St.-Hil.
- Berberis glaucocarpa Stapf
- Berberis glazioviana Brade
- Berberis glomerata Hook. & Arn.
- Berberis goudotii Triana & Planch.
- Berberis gracilipes Oliv.
- Berberis gracilis Hartw. ex Benth.
- Berberis graminea Ahrendt
- Berberis grandibracteata Ahrendt
- Berberis grandiflora Turcz.
- Berberis grevilleana Gillet
- Berberis griffithiana C.K.Schneid.
- Berberis grodtmanniana C.K.Schneid.
- Berberis guilache Triana & Planch.
- Berberis guizhouensis T.S.Ying
- Berberis gyalaica Ahrendt ex F.Br.

## H
- Berberis haematocarpa Wooton

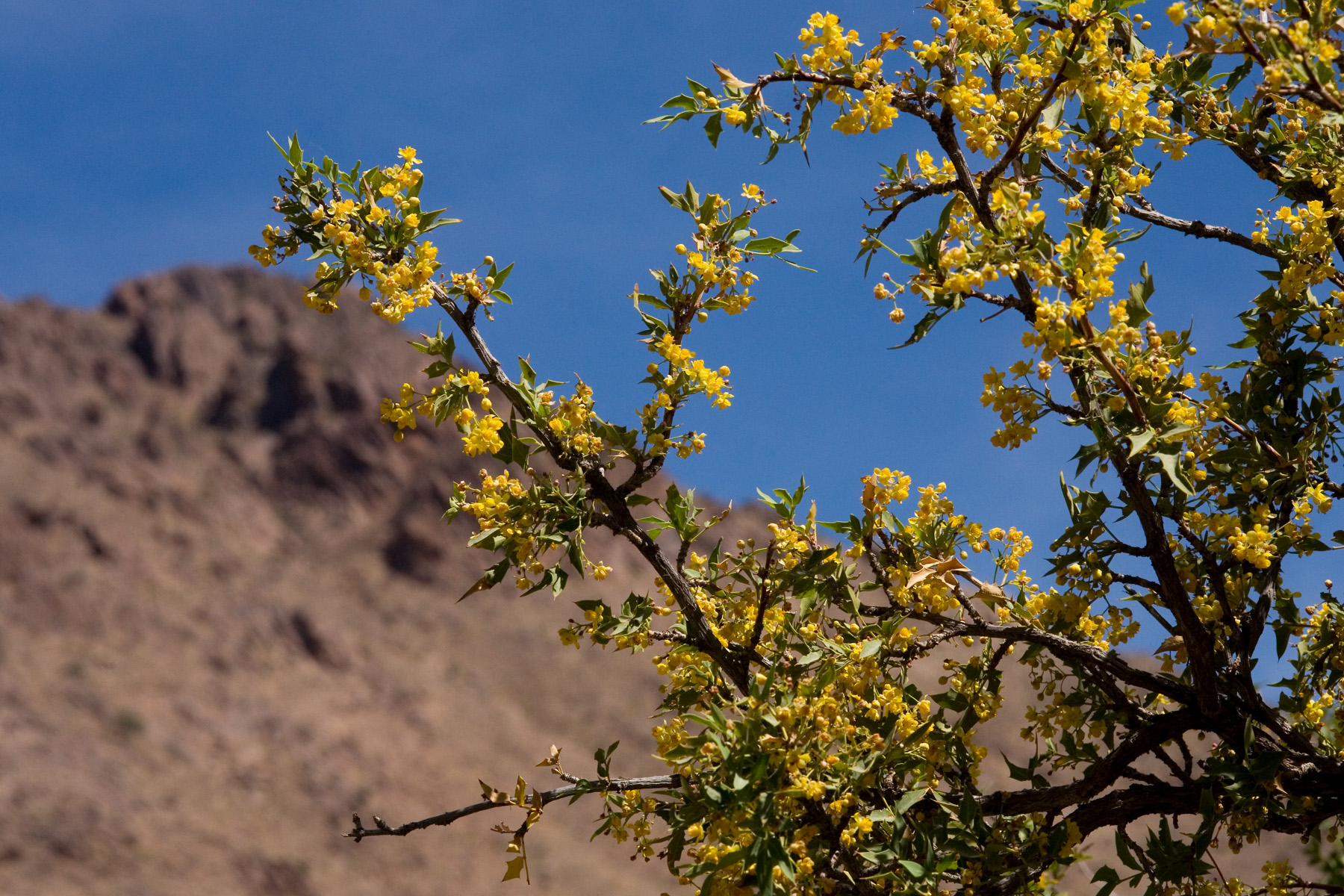
Berberis haematocarpa.

- Berberis haenkeana C.Presl ex Schult.f.
- Berberis hainesii Ahrendt
- Berberis hajirensis Qureshi & Chaudhri
- Berberis hallii Hieron.
- Berberis hamiltoniana Ahrendt
- Berberis hancockiana (Takeda) Laferr.
- Berberis haoi T.S.Ying
- Berberis harrisoniana Kearney & Peebles
- Berberis hartwegii Benth.
- Berberis hayatana Mizush.
- Berberis hazarica Qureshi & Chaudhri
- Berberis hemsleyana Ahrendt
- Berberis hemsleyi Donn.Sm.
- Berberis henryana C.K.Schneid.
- Berberis henryi Laferr.
- Berberis hersii Ahrendt
- Berberis heteropoda Schrenk
- Berberis hicksii (Ahrendt) Laferr.
- Berberis hieronymi C.K.Schneid.
- Berberis higginsiae Munz
- Berberis hilliana Ahrendt
- Berberis himalaica Ahrendt
- Berberis hirtellipes Ahrendt
- Berberis hobsonii Ahrendt
- Berberis hochreutineriana J.F.Macbr.
- Berberis holocraspedon Ahrendt
- Berberis holstii Engl.
- Berberis honanensis Ahrendt
- Berberis hookeri Lem.
- Berberis horrida Gay
- Berberis hsuyunensis P.K.Hsiao & W.C.Sung
- Berberis huanucensis (C.K.Schneid.) J.F.Macbr.
- Berberis huegeliana C.K.Schneid.
- Berberis huertasii L.A.Camargo
- Berberis humbertiana J.F.Macbr.
- Berberis humidoumbrosa Ahrendt
- Berberis hutchinsonii Rehder
- Berberis hypericifolia T.S.Ying
- Berberis hyperythra Diels
- Berberis hypokerina Airy Shaw
- Berberis hypoxantha C.Y.Wu ex S.Y.Bao

## I
- Berberis iberica (DC.) Sweet
- Berberis ignorata C.K.Schneid.
- Berberis ilicifolia L.f.

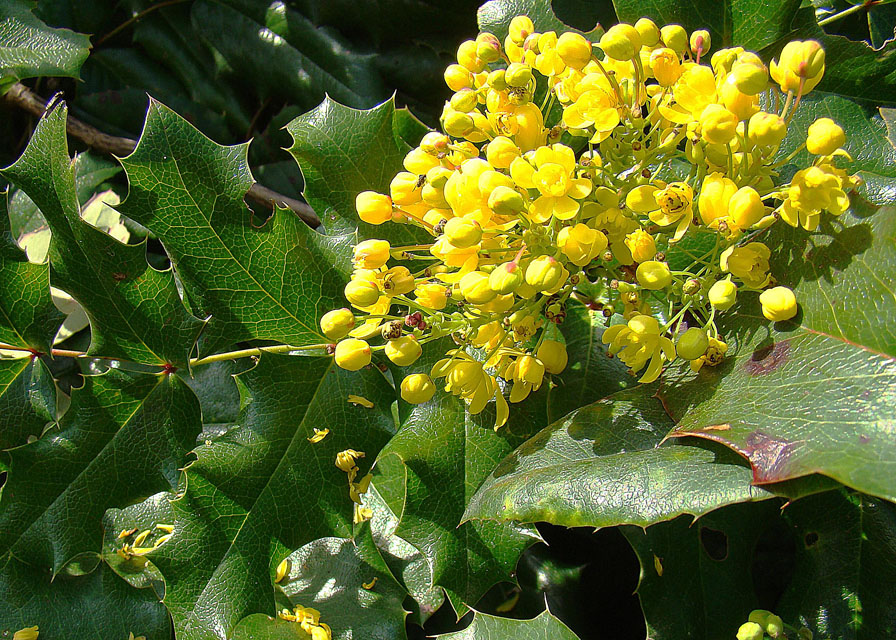
Berberis ilicifolia.

- Berberis ilicina (Schltdl.) Hemsl.
- Berberis iliensis Popov
- Berberis impedita C.K.Schneid.
- Berberis incerta (Fedde) Marroq.
- Berberis insignis Hook.f. & Thomson
- Berberis insolita C.K.Schneid.
- Berberis integerrima Bunge
- Berberis integripetala T.S.Ying
- Berberis iteophylla C.Y.Wu ex S.Y.Bao

## J
- Berberis jaeschkeana C.K.Schneid.

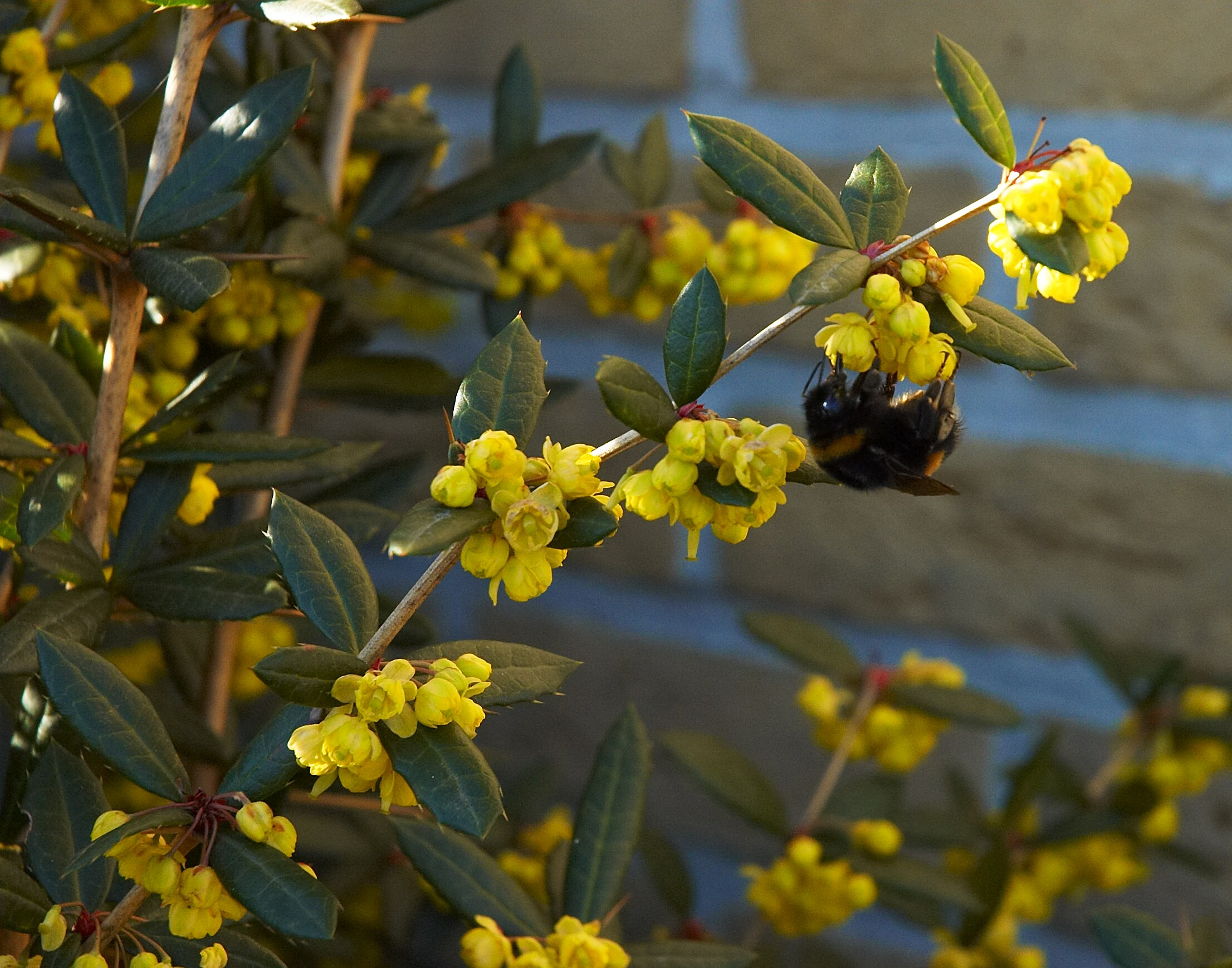
Berberis julianae.

- Berberis jamesiana Forrest & W.W.Sm.
- Berberis jamesonii Lindl.
- Berberis japonica (Thunb.) Spreng.
- Berberis jaunsarensis (Ahrendt) Laferr.
- Berberis jelskiana C.K.Schneid.
- Berberis jiangxiensis C.M.Hu
- Berberis jinfoshanensis T.S.Ying
- Berberis jingguensis G.S.Fan & X.W.Li
- Berberis jinshajiangensis X.H.Li
- Berberis jiulongensis T.S.Ying
- Berberis jobii Orsi
- Berberis johannis Ahrendt
- Berberis johnstonii Standl. & Steyerm.
- Berberis jujuyensis Job
- Berberis julianae C.K.Schneid.

## K
- Berberis kangdingensis T.S.Ying
- Berberis kansuensis C.K.Schneid.

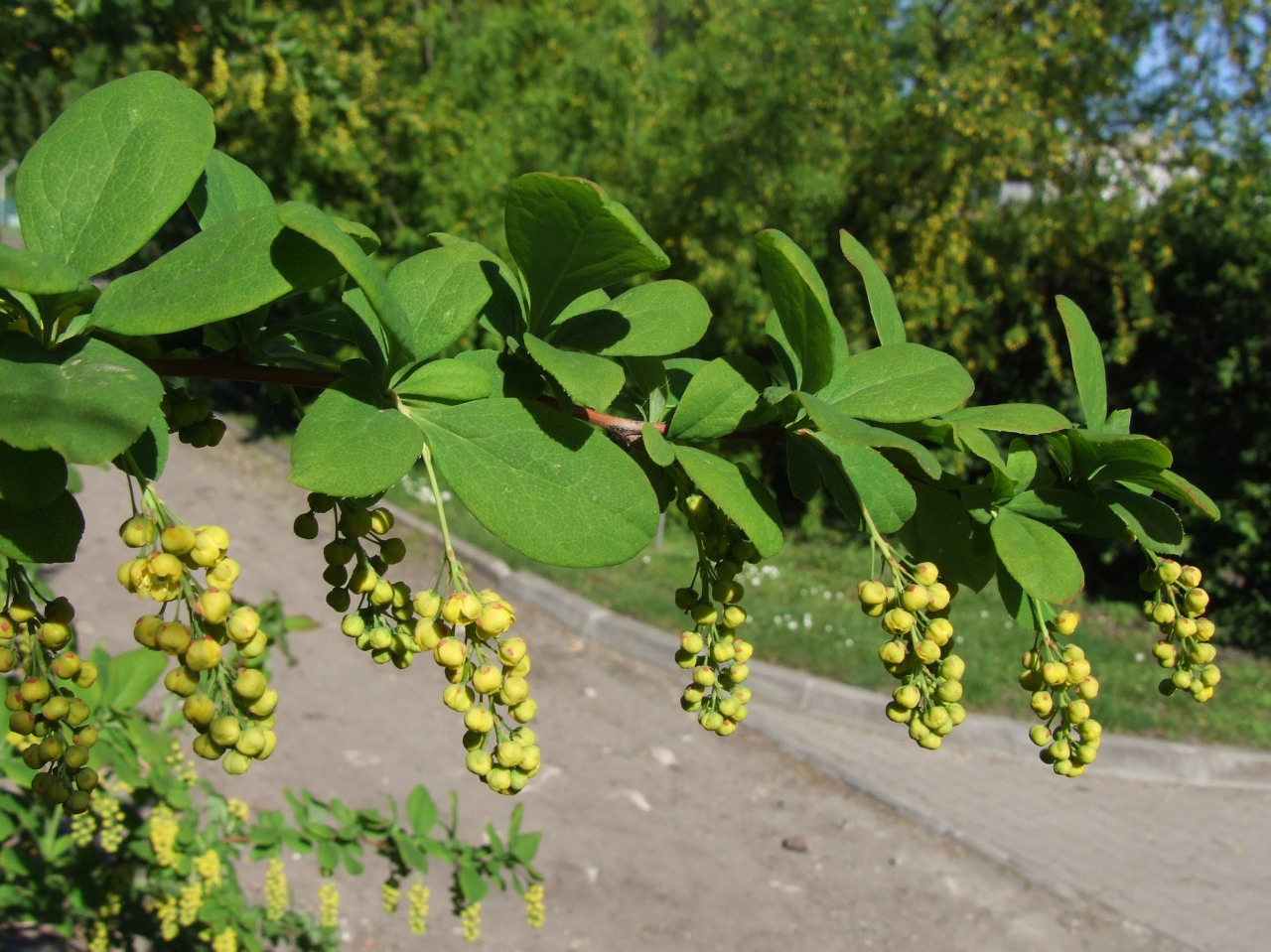
Berberis koreana.

- Berberis karkaralensis Kornil. & Potopov
- Berberis karnaliensis Bh.Adhikari
- Berberis kartanica Ahrendt
- Berberis kaschgarica Rupr.
- Berberis kashmirana Ahrendt
- Berberis kawakamii Hayata
- Berberis keissleriana C.K.Schneid.
- Berberis kerriana Ahrendt
- Berberis khasiana Ahrendt
- Berberis khorasanica Browicz & Ziel.
- Berberis kleinii Mattos
- Berberis klossii (Baker f.) Laferr.
- Berberis koehneana C.K.Schneid.
- Berberis kohistanensis Qureshi & Chaudhri
- Berberis kongboensis Ahrendt
- Berberis koreana Palib.
- Berberis kumaonensis C.K.Schneid.
- Berberis kunawurensis Royle
- Berberis kunmingensis C.Y.Wu ex S.Y.Bao

## L
- Berberis laidivo L.A.Camargo
- Berberis lambertii R.Parker

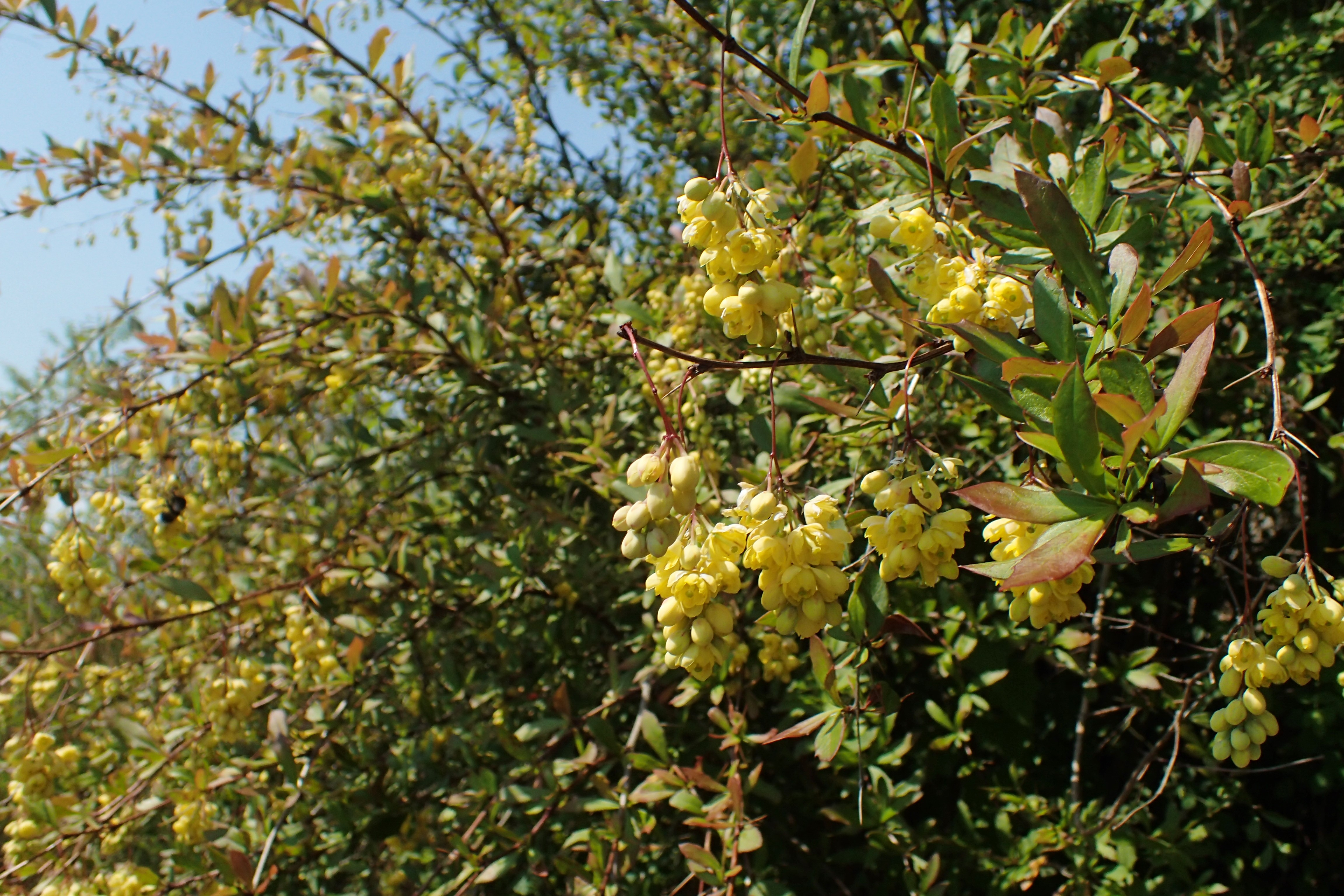
Berberis lycium.

- Berberis × lamondiae Browicz & Ziel.
- Berberis lanceolata Benth.
- Berberis laojunshanensis T.S.Ying
- Berberis lasioclema Ahrendt
- Berberis latifolia Ruiz & Pav.
- Berberis laurina Thunb.
- Berberis leboensis T.S.Ying
- Berberis lechleriana C.K.Schneid.
- Berberis lecomtei C.K.Schneid.
- Berberis lehmannii Hieron.
- Berberis lempergiana Ahrendt
- Berberis lepidifolia Ahrendt
- Berberis leptodonta (Gagnep.) Laferr.
- Berberis levis Franch.
- Berberis libanotica Ehrenb. ex C.K.Schneid.
- Berberis libertatis L.A.Camargo
- Berberis lijiangensis C.Y.Wu ex S.Y.Bao
- Berberis lilloana Job
- Berberis lindleyana Ahrendt
- Berberis liophylla C.K.Schneid.
- Berberis littoralis Phil.
- Berberis lobbiana (C.K.Schneid.) C.K.Schneid.
- Berberis longibracteata (Takeda) Laferr.
- Berberis longipes (Standl.) Marroq. & Laferr.
- Berberis loudonii Ahrendt
- Berberis loxensis Benth.
- Berberis lubrica C.K.Schneid.
- Berberis ludlowii Ahrendt
- Berberis luhuoensis T.S.Ying
- Berberis lutea Ruiz & Pav.
- Berberis lycium Royle

## M

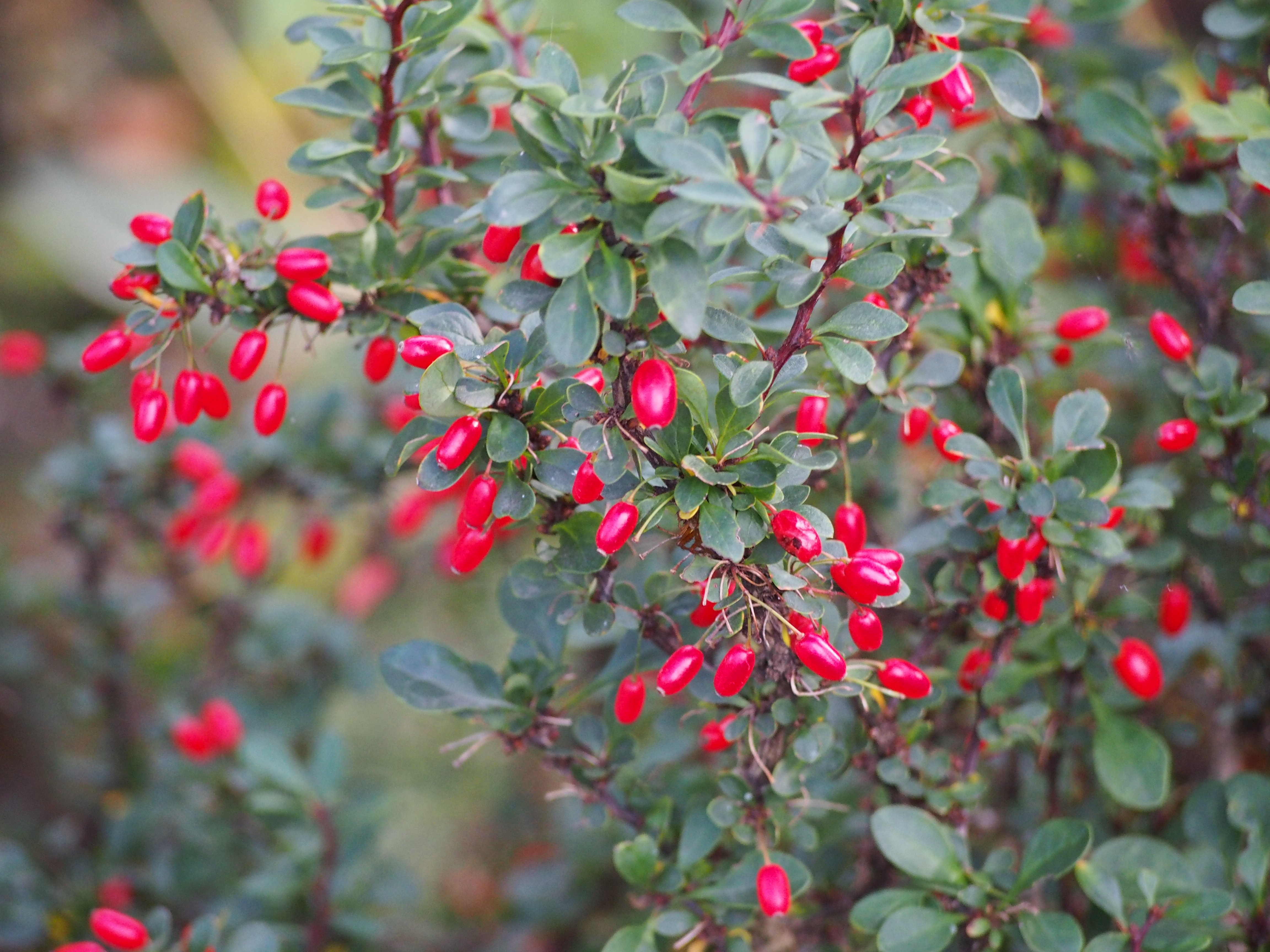
Berberis microphylla.

- Berberis macrosepala Hook.f. & Thomson
- Berberis maderensis Lowe
- Berberis magnifica (Ahrendt) Laferr.
- Berberis magnifolia Ahrendt
- Berberis malipoensis C.Y.Wu & S.Y.Bao
- Berberis manipurana Ahrendt
- Berberis masafuerana Skottsb.
- Berberis medogensis T.S.Ying
- Berberis mekongensis W.W.Sm.
- Berberis meollacensis L.A.Camargo
- Berberis metapolyantha Ahrendt
- Berberis mianningensis T.S.Ying
- Berberis michay Job
- Berberis micrantha (Hook.f. & Thomson) Ahrendt
- Berberis micropetala C.K.Schneid.
- Berberis microphylla G.Forst.
- Berberis microtricha C.K.Schneid.
- Berberis mingetsensis Hayata
- Berberis minutiflora C.K.Schneid.
- Berberis minzaensis L.A.Camargo
- Berberis miqueliana Ahrendt
- Berberis monguiensis L.A.Camargo
- Berberis monosperma Ruiz & Pav.
- Berberis montana Gay
- Berberis montevidensis C.K.Schneid.
- Berberis monyulensis (Ahrendt) Laferr.
- Berberis morana L.A.Camargo
- Berberis moranensis Hebenstr. & Ludw. ex Schult. & Schult.f.
- Berberis morii Harber & C.C.Yu
- Berberis moritzii Hieron.
- Berberis morrisonensis Hayata
- Berberis mouillacana C.K.Schneid.
- Berberis mucrifolia Ahrendt
- Berberis mucuchiesensis L.A.Camargo
- Berberis muelleri (I.M.Johnst.) Marroq. ex Laferr.
- Berberis muiscarum L.A.Camargo
- Berberis muliensis Ahrendt
- Berberis multicaulis T.S.Ying
- Berberis multiflora Benth.
- Berberis multiovula T.S.Ying
- Berberis multiserrata T.S.Ying
- Berberis multispinosa Zaprjagaeva

## N
- Berberis nantoensis C.K.Schneid.

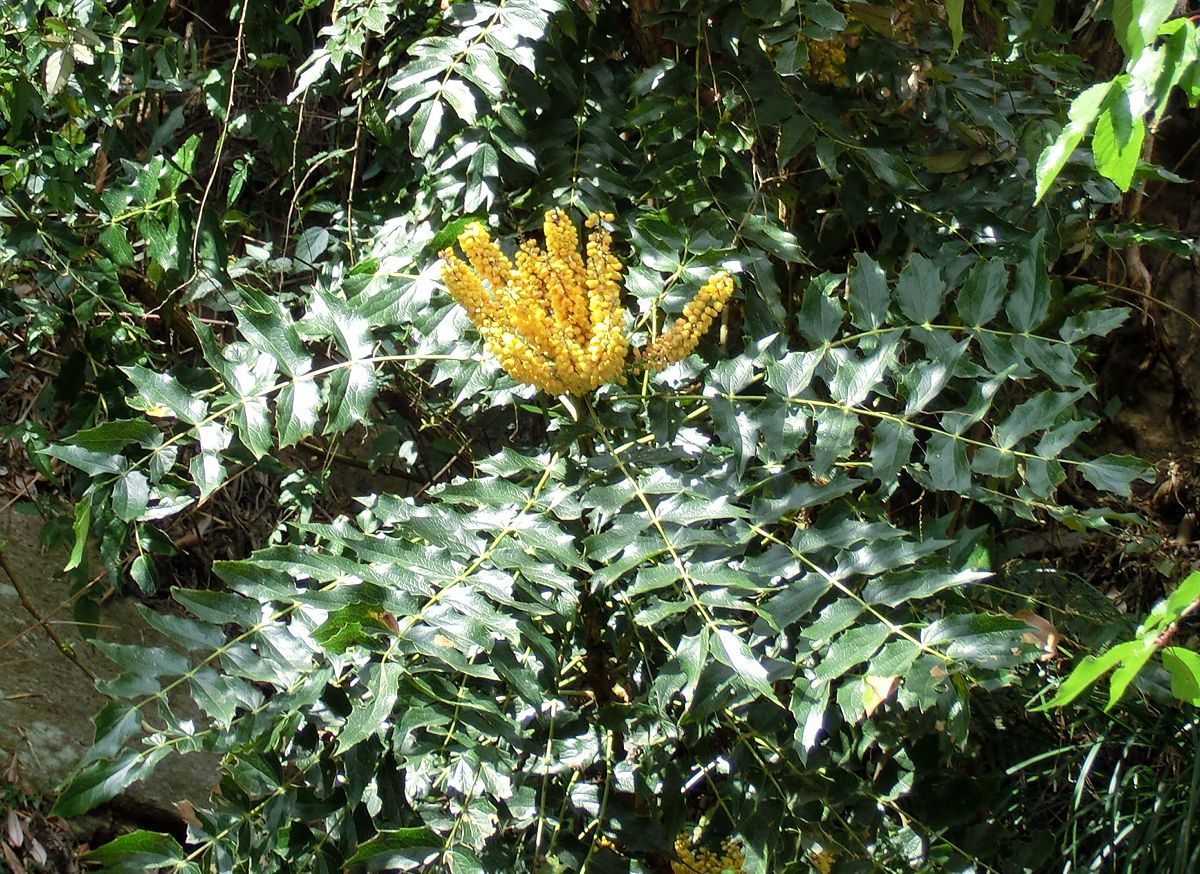
Berberis napaulensis.

- Berberis napaulensis (DC.) Spreng.
- Berberis negeriana Tischler
- Berberis nemorosa C.K.Schneid.
- Berberis nervosa Pursh
- Berberis nevinii A.Gray
- Berberis nigricans Kuntze
- Berberis nilghiriensis Ahrendt
- Berberis nivea (C.K.Schneid.) Laferr.
- Berberis nullinervis T.S.Ying
- Berberis nummularia Bunge
- Berberis nutanticarpa C.Y.Wu ex S.Y.Bao

## O
- Berberis oblanceifolia C.M.Hu

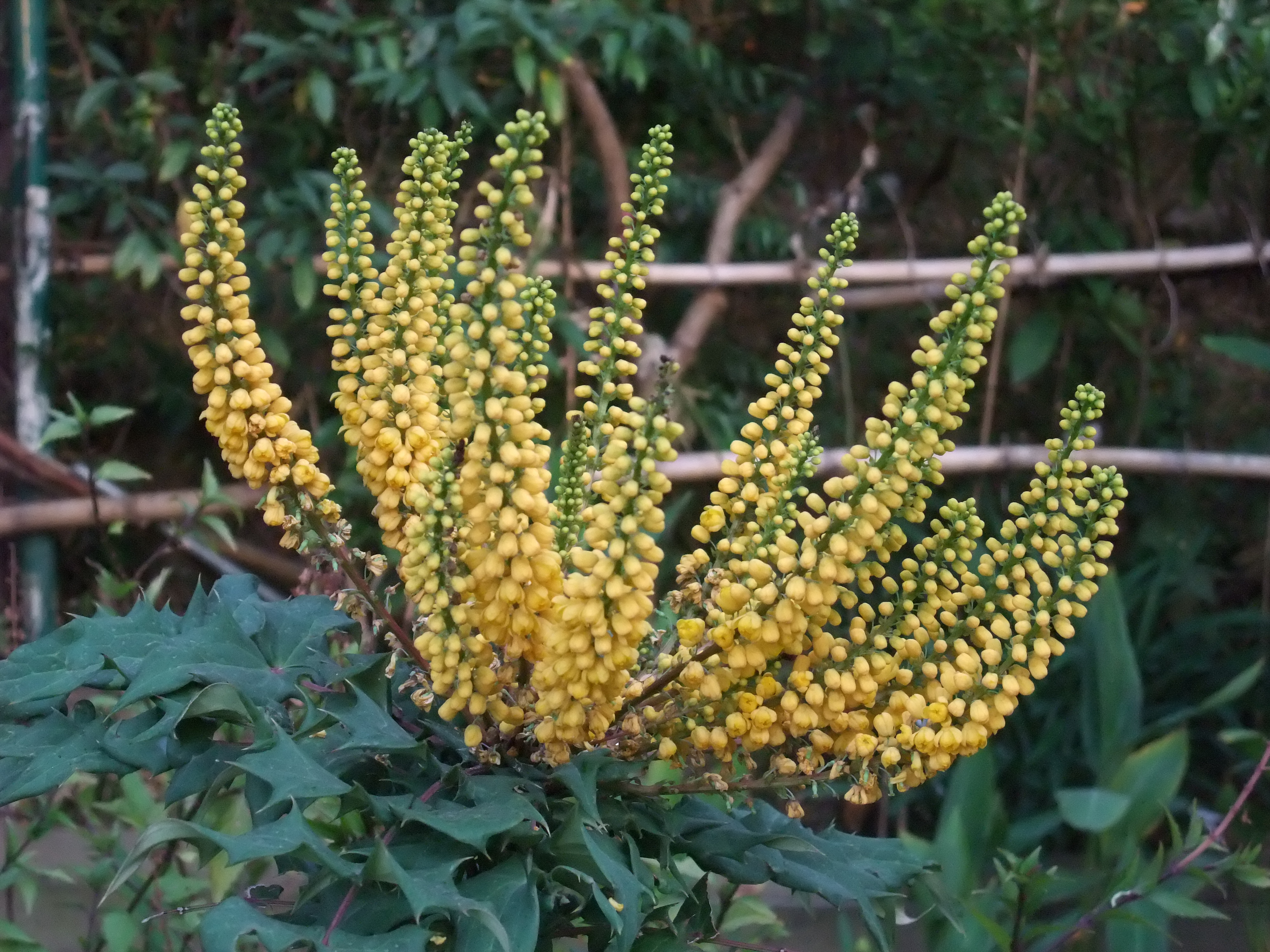
Berberis oiwakensis.

- Berberis oblonga (Regel) C.K.Schneid.
- Berberis obovatifolia T.S.Ying
- Berberis oiwakensis (Hayata) Laferr.
- Berberis oritrepha C.K.Schneid.
- Berberis orthobotrys Bien. ex Aitch.
- Berberis osmastonii Dunn
- Berberis ovalifolia Rusby

## P

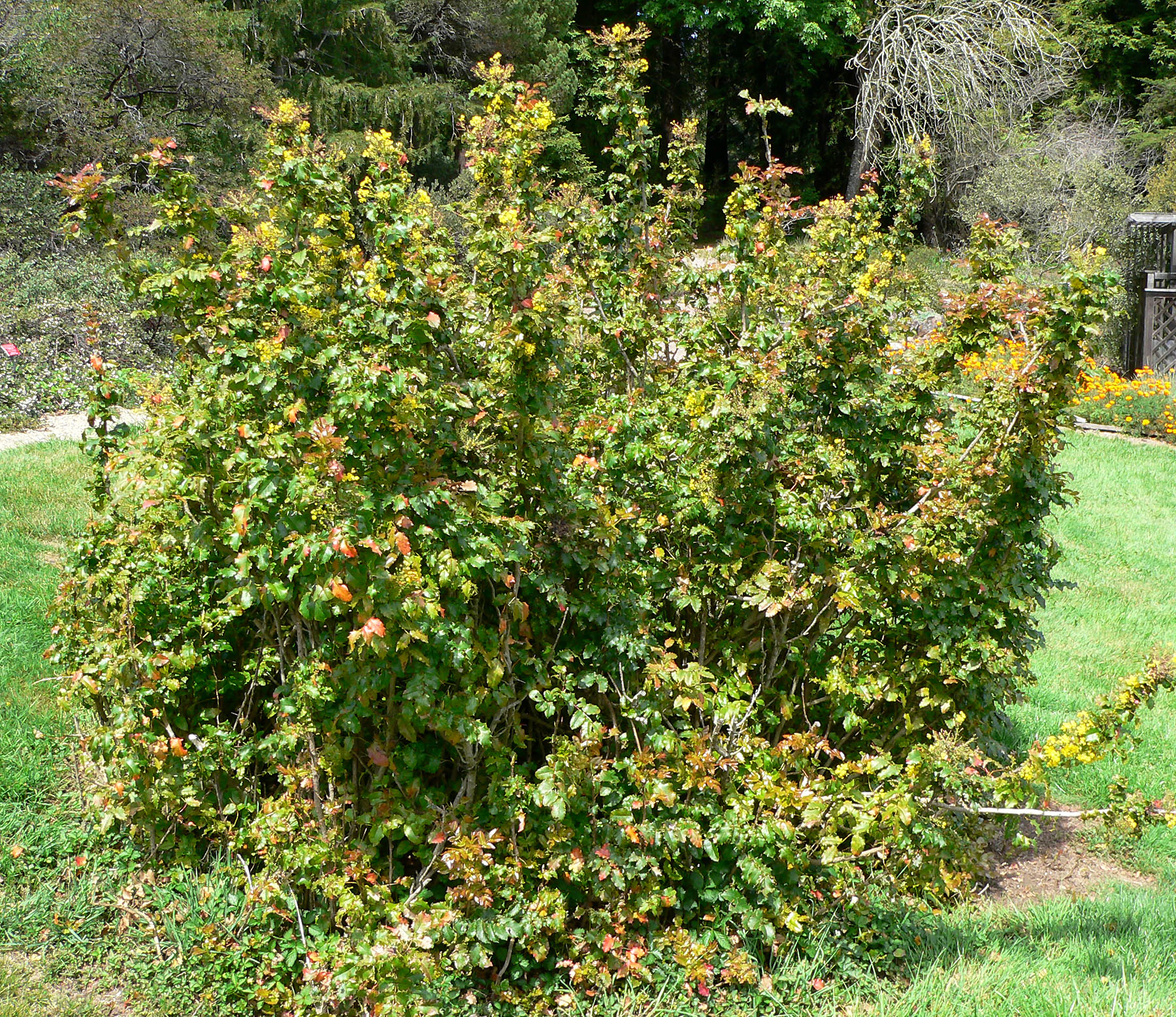
Berberis pinnata.

- Berberis pachyacantha Bien. ex Koehne
- Berberis pakistanica Qureshi & Chaudhri
- Berberis pallens Franch.
- Berberis pallida Hartw. ex Benth.
- Berberis paniculata Juss. ex DC.
- Berberis papillifera (Franch.) Koehne
- Berberis papillosa Benoist
- Berberis parapruinosa T.S.Ying
- Berberis paraspecta Ahrendt
- Berberis paravirescens Ahrendt
- Berberis parkeriana C.K.Schneid.
- Berberis parviflora Lindl.
- Berberis paucijuga (C.Y.Wu ex S.Y.Bao) Laferr.
- Berberis pavoniana Ahrendt
- Berberis pectinata Hieron.
- Berberis pectinocraspedon C.Y.Wu ex S.Y.Bao
- Berberis pendryi Bh.Adhikari
- Berberis pengii C.C.Yu & K.F.Chung
- Berberis peruviana Schellenb.
- Berberis petiolaris Wall. ex G.Don
- Berberis petriruizii L.A.Camargo
- Berberis petrogena C.K.Schneid.
- Berberis philippinensis (Takeda) Laferr.
- Berberis photiniifolia C.M.Hu
- Berberis phyllacantha Rusby
- Berberis pichinchensis Turcz.
- Berberis pimana Laferr. & Marroq.
- Berberis pindilicensis Hieron.
- Berberis pingbaensis M.T.An
- Berberis pingbienensis S.Y.Bao
- Berberis pingshanensis W.C.Sung & J.Y.Hsiao
- Berberis pingwuensis T.S.Ying
- Berberis pinifolia (Lundell) C.H.Müll.
- Berberis pinnata Lag.
- Berberis piperiana (Abrams) McMinn
- Berberis platyphylla (Ahrendt) Ahrendt
- Berberis podophylla C.K.Schneid.
- Berberis polyantha Hemsl.
- Berberis polyodonta (Fedde) Laferr.
- Berberis potaninii Maxim.
- Berberis praecipua C.K.Schneid.
- Berberis prattii C.K.Schneid.
- Berberis prolifica Pittier
- Berberis pruinocarpa C.Y.Wu ex S.Y.Bao
- Berberis pruinosa Franch.
- Berberis pseudoamoena T.S.Ying
- Berberis × pseudoilicifolia Skottsb.
- Berberis pseudothunbergii P.Y.Li
- Berberis pseudotibetica C.Y.Wu ex S.Y.Bao
- Berberis pseudumbellata R.Parker
- Berberis psiloclada (C.K.Schneid.) Ahrendt
- Berberis psilopoda Turcz.
- Berberis pubescens Pamp.
- Berberis pulangensis T.S.Ying
- Berberis pumila Greene
- Berberis purangensis T.S.Ying
- Berberis purdomii C.K.Schneid.

## Q
- Berberis qiaojiaensis S.Y.Bao
- Berberis quinduensis Kunth
- Berberis quinquefolia (Standl.) Marroq. & Laferr.

## R
- Berberis racemulosa T.S.Ying
- Berberis rariflora Lechl.

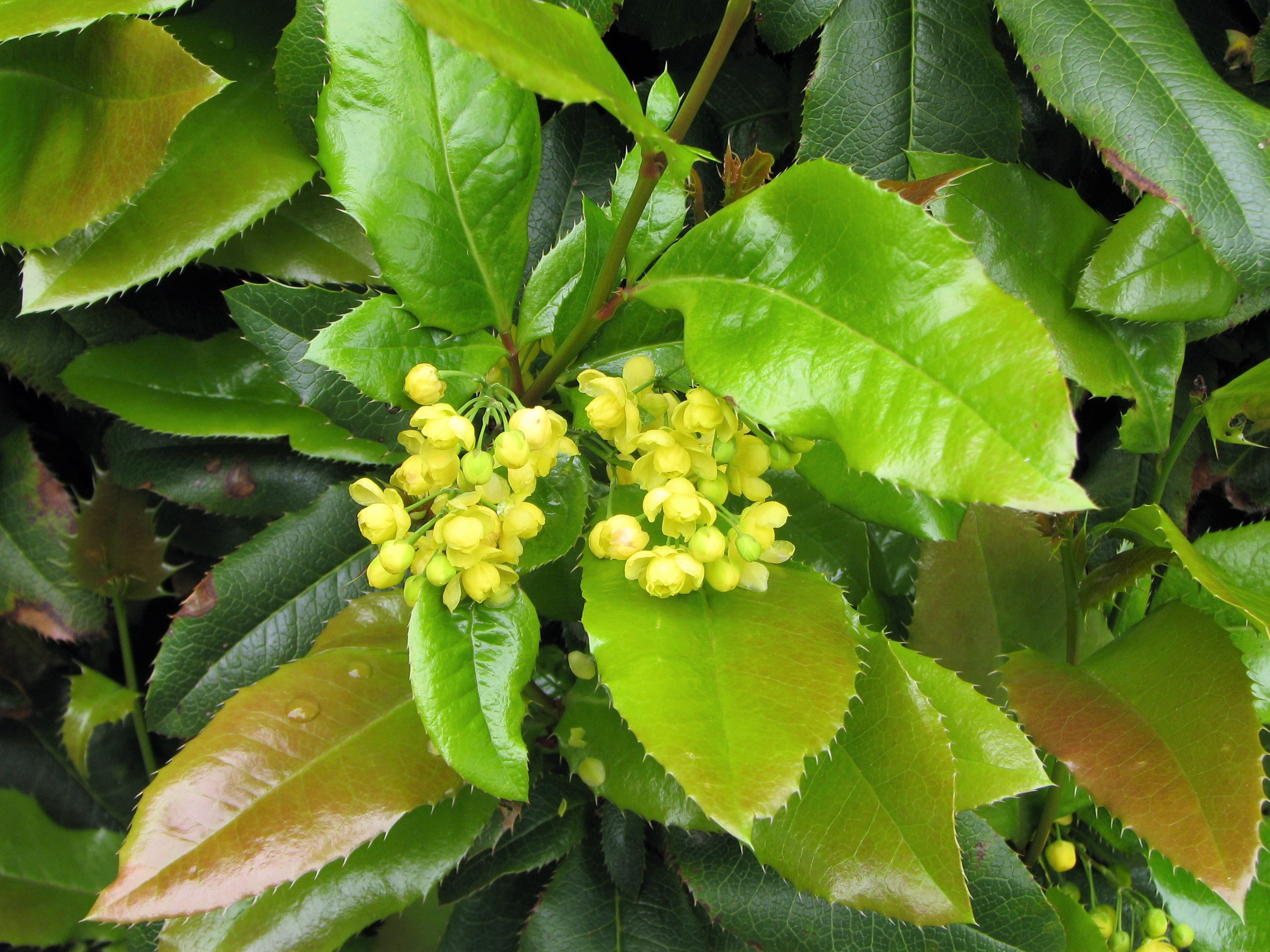
Berberis repens.

- Berberis ravenii C.C.Yu & K.F.Chung
- Berberis rawatii U.L.Tiwari & B.S.Adhikari
- Berberis rechingeri C.K.Schneid.
- Berberis reicheana C.K.Schneid.
- Berberis repens Lindl.
- Berberis replicata W.W.Sm.
- Berberis reticulata Bijh.
- Berberis reticulinervia (C.Y.Wu ex S.Y.Bao) Laferr.
- Berberis reticulinervis T.S.Ying
- Berberis retusa T.S.Ying
- Berberis rigida Hieron.
- Berberis rigidifolia Kunth
- Berberis rockii Ahrendt
- Berberis rotunda J.F.Macbr.
- Berberis rotundifolia Poepp. & Endl.
- Berberis roxburghii (DC.) Laferr.
- Berberis royleana Ahrendt
- Berberis rufescens Ahrendt
- Berberis ruscifolia Lam.
- Berberis russellii (N.P.Taylor) Marroq. & Laferr.

## S
- Berberis sabulicola T.S.Ying
- Berberis salicaria Fedde
- Berberis samacana L.A.Camargo

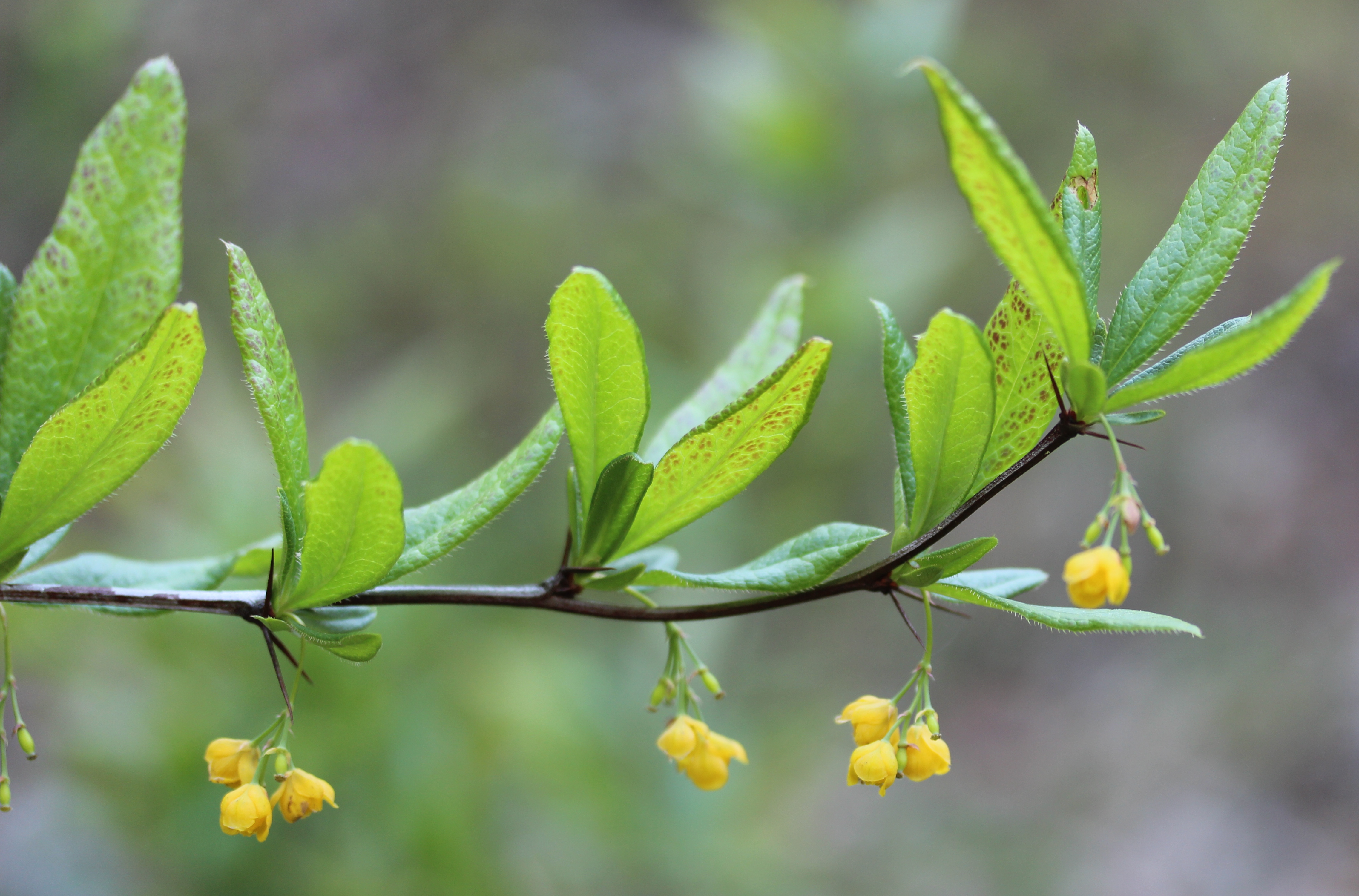
Berberis sieboldii.

- Berberis sanei T.Husain, Datt, Arti Garg & R.R.Rao
- Berberis sanguinea Franch.
- Berberis sargentiana C.K.Schneid.
- Berberis saxicola Lechl.
- Berberis saxorum Ahrendt
- Berberis schaaliae C.C.Yu & K.F.Chung
- Berberis schochii (C.K.Schneid. ex Hand.-Mazz.) Laferr.
- Berberis schwerinii C.K.Schneid.
- Berberis sellowiana C.K.Schneid.
- Berberis serratodentata Lechl.
- Berberis setosa (Gagnep.) Laferr.
- Berberis shenii (Chun) Laferr.
- Berberis shensiana Ahrendt
- Berberis sheridaniana (C.K.Schneid.) Laferr.
- Berberis sherriffii Ahrendt
- Berberis sibirica Pall.
- Berberis sichuanica T.S.Ying
- Berberis sieboldii Miq.
- Berberis silva-taroucana C.K.Schneid.
- Berberis silvicola C.K.Schneid.
- Berberis simonsii Ahrendt
- Berberis solutiflora Ahrendt
- Berberis soulieana C.K.Schneid.
- Berberis sphalera Fedde
- Berberis spinulosa A.St.-Hil.
- Berberis spraguei Ahrendt
- Berberis spruceana (C.K.Schneid.) Ahrendt
- Berberis spryginii (Tzvelev) Tatanov & Vasjukov
- Berberis standleyi Marroq. & Laferr.
- Berberis stearnii Ahrendt
- Berberis stenostachya Ahrendt
- Berberis stewartiana Jafri
- Berberis stolonifera Koehne & E.Wolf
- Berberis stuebelii Hieron.
- Berberis subacuminata C.K.Schneid.
- Berberis suberecta Ahrendt
- Berberis subholophylla C.Y.Wu ex S.Y.Bao
- Berberis subimbricata (Chun & F.Chun) Laferr.
- Berberis sublevis W.W.Sm.
- Berberis subsessiliflora Pamp.
- Berberis sumapazana L.A.Camargo
- Berberis sumatrensis (Merr.) Laferr.
- Berberis swaseyi Buckley

## T
- Berberis tabiensis L.A.Camargo
- Berberis taliensis C.K.Schneid.

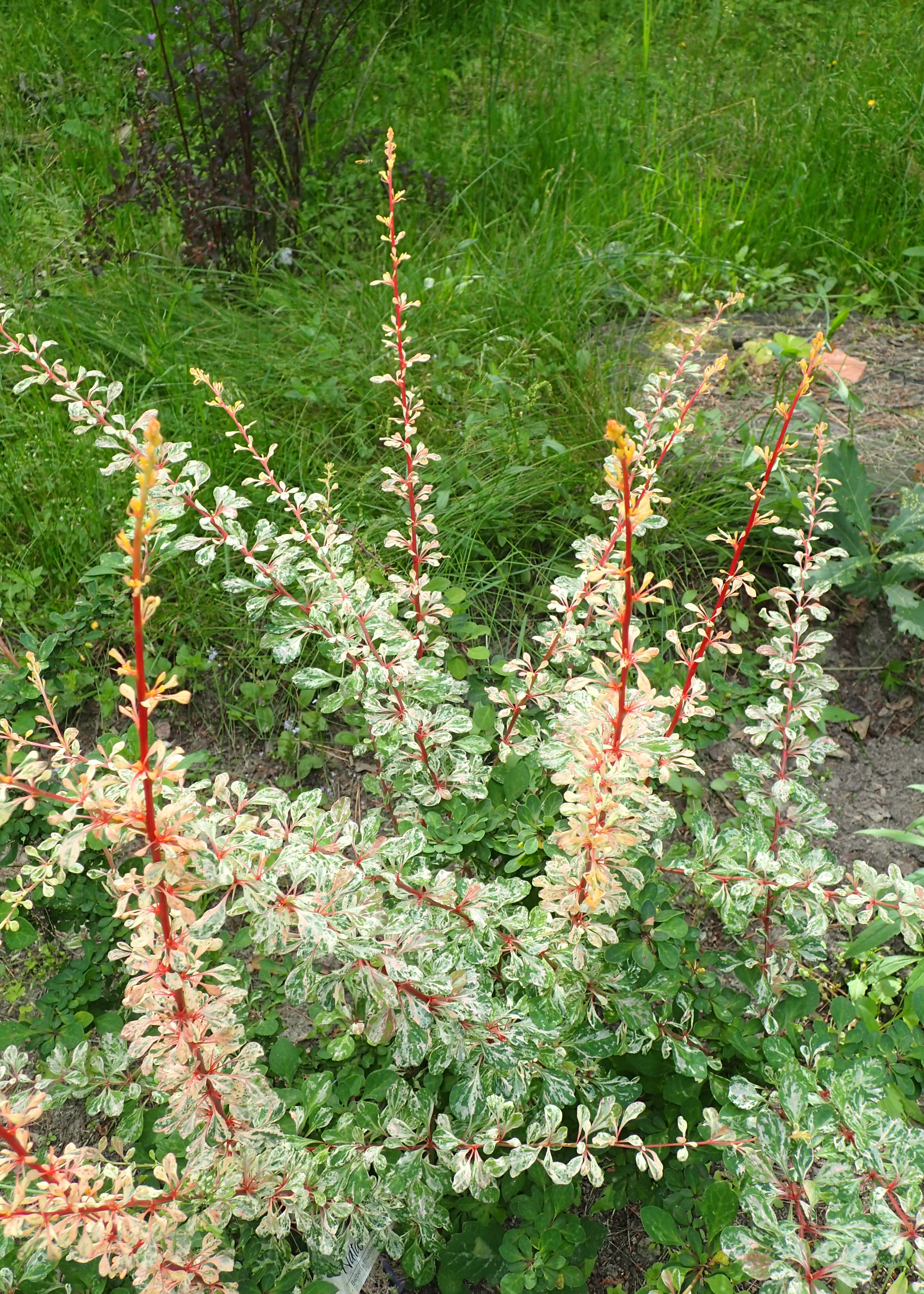
Berberis thunbergii.

- Berberis tarokoensis S.Y.Lu & Yuen P.Yang
- Berberis taronensis Ahrendt
- Berberis temolaica Ahrendt
- Berberis tenuifolia Lindl.
- Berberis tenuipedicellata T.S.Ying
- Berberis thibetica C.K.Schneid.
- Berberis thomsoniana C.K.Schneid.
- Berberis thunbergii DC.
- Berberis tianshuiensis T.S.Ying
- Berberis tibetensis Laferr.
- Berberis tinctoria Lesch.
- Berberis tischleri C.K.Schneid.
- Berberis tolimensis Planch. & Linden
- Berberis tomentosa Ruiz & Pav.
- Berberis tomentulosa Ahrendt
- Berberis triacanthophora Fedde
- Berberis trichiata T.S.Ying
- Berberis trichohaematoides Ahrendt
- Berberis trifolia (Cham. & Schltdl.) Schult. & Schult.f.
- Berberis trifoliolata Moric.
- Berberis trigona Kunze ex Poepp. & Endl.
- Berberis truxillensis Turcz.
- Berberis tsangpoensis Ahrendt
- Berberis tsarica Ahrendt
- Berberis tsarongensis Stapf
- Berberis tschonoskyana Regel
- Berberis tsienii T.S.Ying
- Berberis turcomanica Kar. ex Ledeb.

## U
- Berberis ulicina Hook.f. & Thomson
- Berberis umbellata Wall. ex G.Don
- Berberis umbratica T.S.Ying
- Berberis uniflora F.N.Wei & Y.G.Wei
- Berberis uribei L.A.Camargo

## V
- Berberis valdiviana Phil.
- Berberis valenzuelae L.A.Camargo

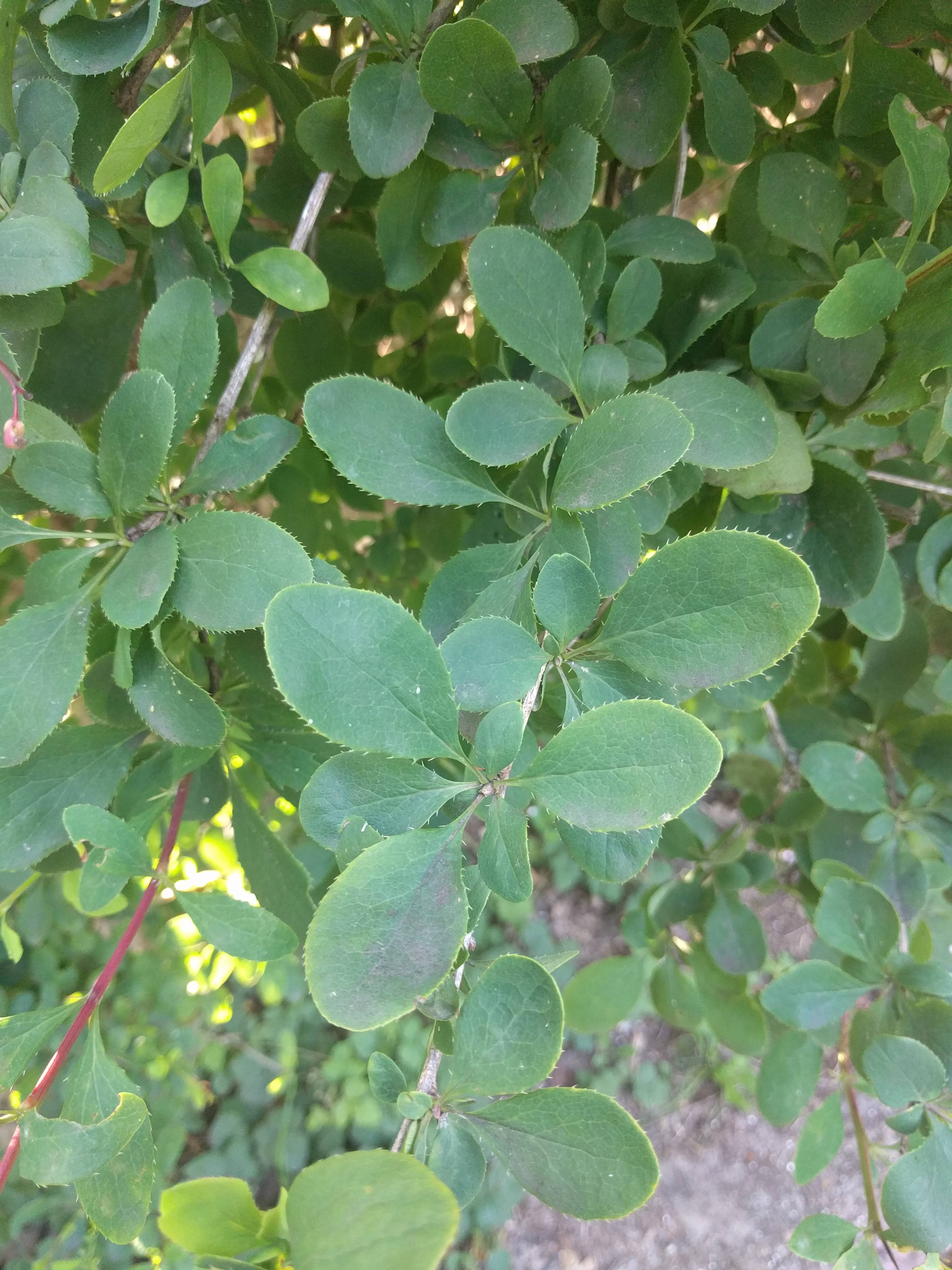
Berberis vulgaris.

- Berberis valida (C.K.Schneid.) C.K.Schneid.
- Berberis validisepala Ahrendt
- Berberis vallensis L.A.Camargo
- Berberis veitchii C.K.Schneid.
- Berberis venusta C.K.Schneid.
- Berberis vernalis (C.K.Schneid.) D.F.Chamb. & C.M.Hu
- Berberis verruculosa Hemsl. & E.H.Wilson
- Berberis verschaffeltii C.K.Schneid.
- Berberis verticillata Turcz.
- Berberis victoriana D.F.Chamb. & C.M.Hu
- Berberis vinifera T.S.Ying
- Berberis virescens Hook.f.
- Berberis virgata Ruiz & Pav.
- Berberis virgetorum C.K.Schneid.
- Berberis viridiflora X.H.Li
- Berberis vitellina Hieron.
- Berberis volcania (Standl. & Steyerm.) Marroq. & Laferr.
- Berberis vulgaris L.

## W
- Berberis wallichiana DC.
- Berberis walteriana Ahrendt
- Berberis wangii C.K.Schneid.

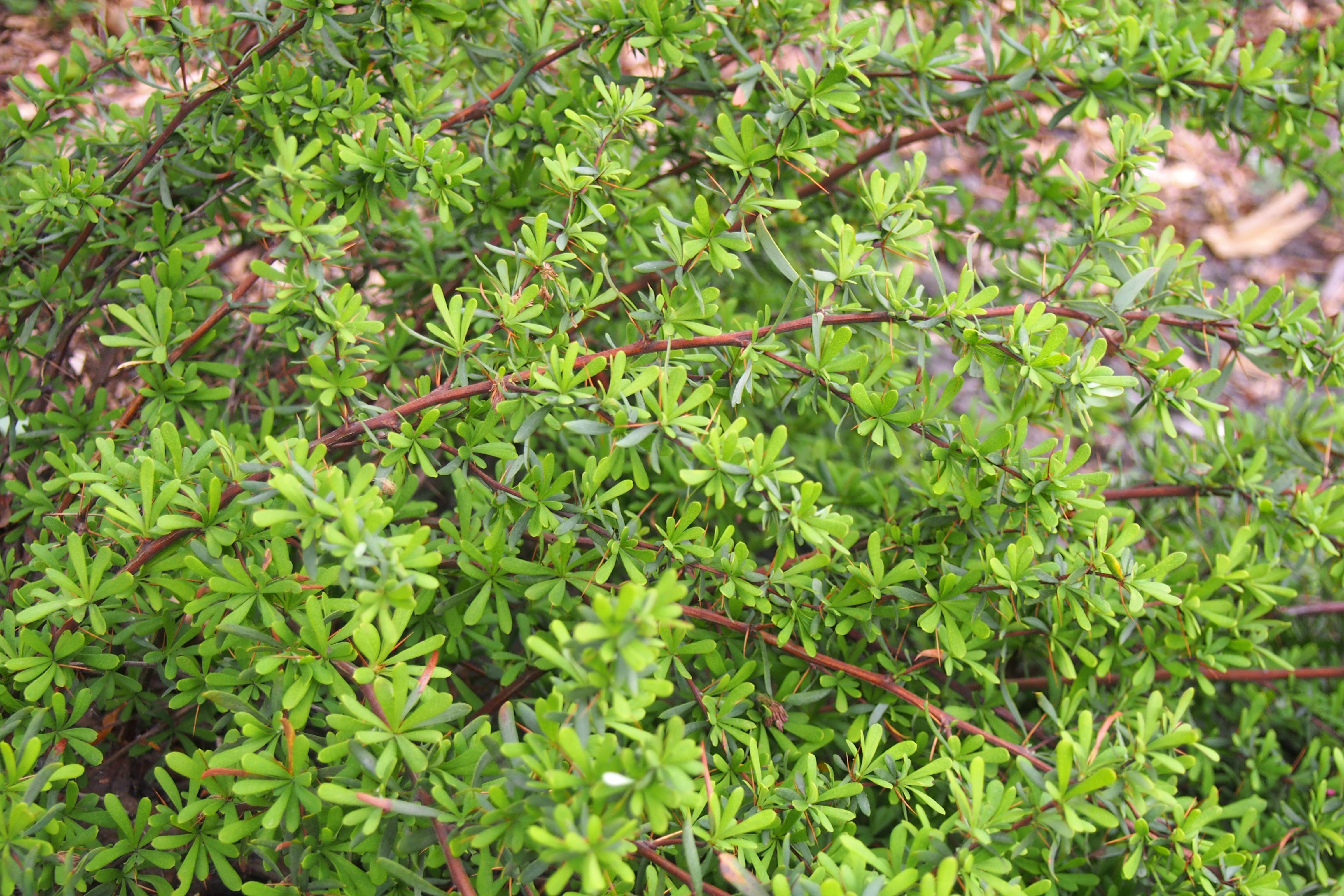
Berberis wilsoniae.

- Berberis wanhuashanensis Y.J.Zhang
- Berberis wardii C.K.Schneid.
- Berberis warscewiczii Hieron.
- Berberis weberbaueri C.K.Schneid.
- Berberis weiningensis T.S.Ying
- Berberis weisiensis C.Y.Wu ex S.Y.Bao
- Berberis weixinensis S.Y.Bao
- Berberis wightiana C.K.Schneid.
- Berberis wilcoxii Kearney
- Berberis wilsoniae Hemsl.
- Berberis woomungensis C.Y.Wu ex S.Y.Bao
- Berberis wuchuanensis Harber & S.Z.He
- Berberis wuliangshanensis C.Y.Wu ex S.Y.Bao
- Berberis wuyiensis C.M.Hu

## X
- Berberis xanthoclada C.K.Schneid.
- Berberis xanthophlaea Ahrendt
- Berberis xanthoxylon Hassk. ex Schneid.
- Berberis xinganensis G.H.Liu & S.Q.Zhou
- Berberis xingwenensis T.S.Ying

## Y
- Berberis yiliangensis Harber
- Berberis yingii Doweld
- Berberis yingjingensis D.F.Chamb. & Harber
- Berberis yui T.S.Ying
- Berberis yunnanensis Franch.

## Z
- Berberis zanlanscianensis Pamp.
- Berberis zayulana Ahrendt
- Berberis zhaotongensis Harber
- Berberis ziaratensis Qureshi & Chaudhri